# Miranda del Rey
Miranda del Rey es una localidad española del municipio de Santa Elena, perteneciente a la provincia de Jaén, en la comunidad autónoma de Andalucía.

## Toponimia
El nombre del lugar puede encontrarse referido con las variantes Miranda y Miranda del Rey.

## Historia
Hacia mediados del siglo XIX, el lugar, ya por entonces perteneciente a Santa Elena, tenía contabilizada una población de 80 habitantes. La localidad aparece descrita en el decimoprimer volumen del Diccionario geográfico-estadístico-histórico de España y sus posesiones de Ultramar de Pascual Madoz de la siguiente manera:

MIRANDA: ald. enclavada en el térm. jurisd. de Sta. Elena, part. jud. de la Carolina en la prov. de Jaen; está sit. en una llanada que se forma en la hondura de dos alturas montuosas: la combaten los vientos del N. y O. y se padecen calenturas intermitentes: tiene 13 casas que forman 2 calles, y en lo ecl. está sujeta á la parr. de Sta. Elena: su term. confina por N. con el Viso, y por los demas puntos con la cab. de ayuut. y en el se encuentran las ruinas de una ant. ermita, asi como la casa de postas conocida con el nombre de Venta de Miranda que se arruinó tan luego como dejó de pasar por allí el arrecife de Madrid á Sevilla: el terreno es de mala calidad y secano, aunque le cruza un arroyo llamado de Hornillo que se forma de las vertientes sept. del Puerto del Rey: su monte está poblado de mata baja, alcornoque, roble, quejigo, jara y madrona, encontrándose canteras de pizarra, y minas al parecer de fierro con algun cobre y alcohol, abandonadas de muy ant.: hay un camino de herradura malo que dirige al Viso, y se prod. pocos cereales, ganado vacuno y caza de varias clases. pobl.: 20 vec., 80 alm.
(Madoz, 1848, p. 431)